# Carl Laemmle Jr.

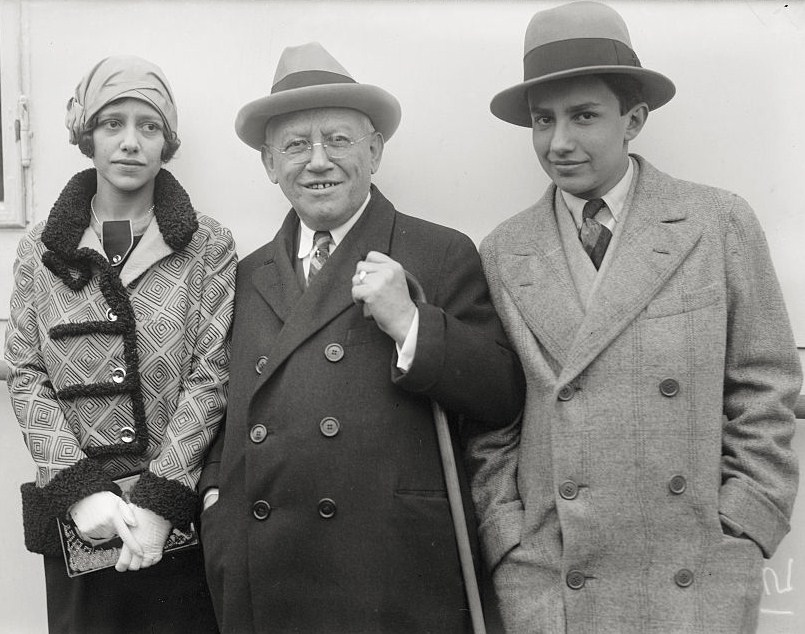
Laemmle Jr, till höger, med sin syster Rosabelle och sin far, Carl Laemmle.

Carl Laemmle, Jr. (egentligen Julius Laemmle), född 28 april 1908 i Chicago, Illinois, död 24 september 1979 i Beverly Hills, Kalifornien, var en amerikansk filmproducent.
Laemmle var son till Carl Laemmle, grundare till Universal Pictures. Laemmles far gjorde honom till produktionschef kring 1928. Han producerade framgångsrika filmer som den Oscarbelönade På västfronten intet nytt (1930) och Universals populära skräckfilmer, såsom Frankenstein, Dracula (båda 1931), Mumien vaknar (1932) och Den osynlige mannen (1933). Några av hans filmer var mer påkostade än Universal egentligen hade råd med. För att finansiera Teaterbåten (1936) tvingades han låna pengar, vilket ledde till att han förlorade kontrollen över Universal till sina fordringsägare, Standard Capital. Detta blev slutet för Laemmles karriär i Hollywood; han producerade aldrig någon film efter det. 
Laemmle dog den 24 september 1979, på dagen 40 år efter sin fars död. 